# ロバート・ジョスリン (第3代ローデン伯爵)

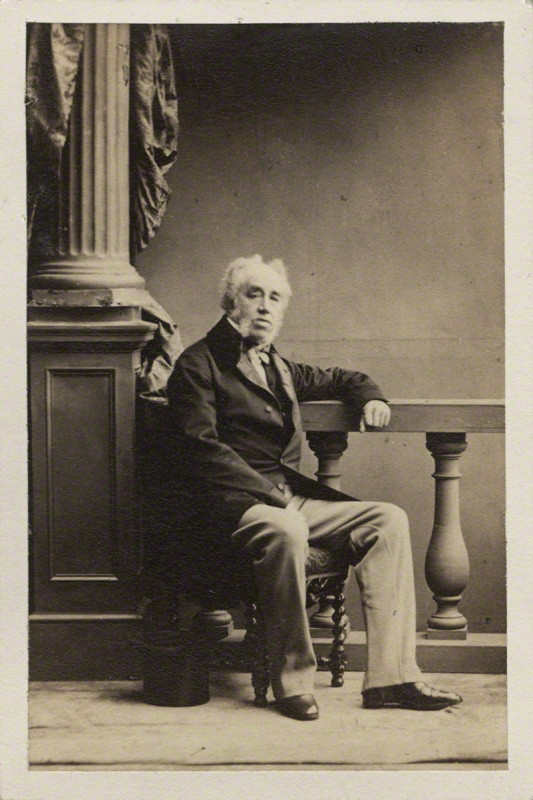
第3代ローデン伯爵の写真。カミーユ・シルヴィ撮影、1860年。

第3代ローデン伯爵ロバート・ジョスリン（英語: Robert Jocelyn, 3rd Earl of Roden KP PC PC (Ire)、1788年10月27日 – 1870年3月20日）は、イギリスの貴族、政治家。1797年から1820年までジョスリン子爵の儀礼称号を使用した。ウルトラ・トーリー所属。熱烈なプロテスタントでオレンジ結社のグランドマスターを務めたが、1849年のドリーズ・ブレイ事件で不公正な審議を行い、ラウス首席治安判事を解任された。

## 生涯

### 生い立ち
第2代ローデン伯爵ロバート・ジョスリンと1人目の妻フランシス・セオドシア（Frances Theodosia、1802年5月20日没、ロバート・ブライの娘）の息子として、1788年10月27日にクイーンズ・カウンティのブロックリー・パーク（Brockley Park）で生まれ、1801年から1805年までハーロー校で教育を受けた。

### 庶民院議員として
1806年イギリス総選挙でカウンティ・ラウス選挙区から出馬して当選したが、当選時点で未成年（18歳）であり、異議申し立てがあったら法律上は当選無効になるため、翌年の総選挙で議席を一旦叔父ジョンに譲り、成人した後の1810年2月に改めて議席を取り戻した。
政界入りした時点で熱心な保守派とされ、議会では急進派議員ジョン・ゲイル・ジョーンズの釈放（1810年4月16日）、閑職の改革（1810年5月17日）、選挙改革（1810年5月21日）、カトリック解放（1810年6月1日、1813年3月2日、1813年5月11日、1813年5月24日、1816年5月21日、1817年5月9日）に全て反対票を投じ、1815年2月23日に穀物法を支持する請願を提出した。カトリック解放をめぐる弁論ではアイルランドの諸問題の根源がカトリックへの迫害ではなく、不在地主（absentee landlords）にあるとの意見を表明した。
1812年3月26日に連合王国枢密院の枢密顧問官に任命された後、同年5月から7月まで王室会計長官を務め、8月に宮内副長官に転じて1821年まで務めた。同1812年から1813年までラウス県長官を務めた。1800年12月から1822年までアイルランド財務省監査長官（Auditor-General of the Irish Exchequer）を務め、その廃止にあたり2,700ポンドの年金を与えられた。

### 爵位継承以降

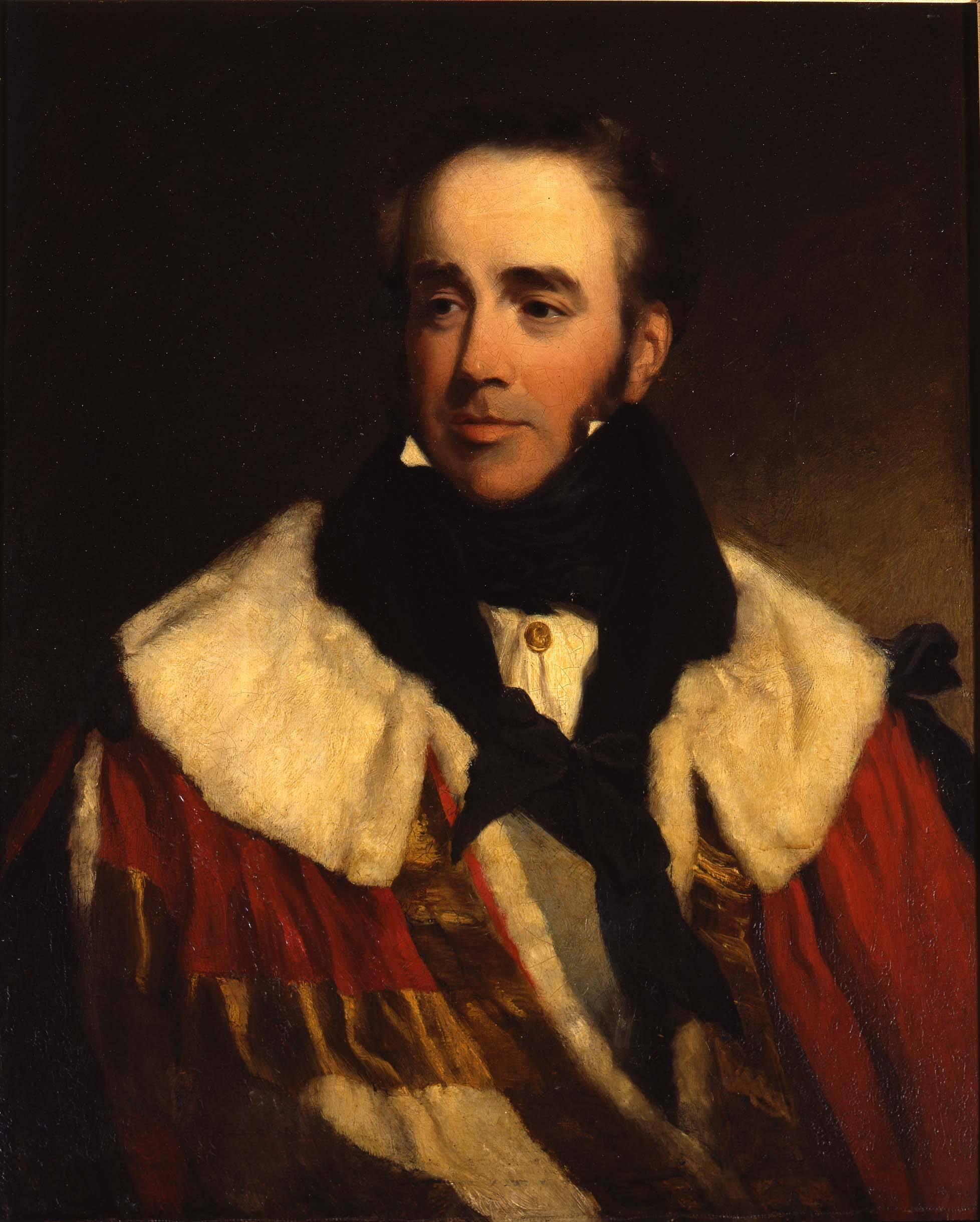
フレデリック・リチャード・セイによる肖像画、1830年頃。

1820年6月29日に父が死去すると、ローデン伯爵位を継承して庶民院を離れ、翌年2月に宮内副長官から退任したのち1821年戴冠式記念叙勲において、1821年7月17日に連合王国貴族であるハートフォードシャーにおけるハイド・ホールのクランブラシル男爵に叙された。爵位名の「クランブラシル」は父方の祖母が初代クランブラシル伯爵ジェームズ・ハミルトンの娘であることによる。直後、7月19日のジョージ4世戴冠式で聖パトリック勲章を授与された。1820年よりラウス首席治安判事を務めた。
1827年から1831年まで寝室侍従を務めた。
貴族院ではトーリー党所属のアイルランド貴族の指導者になり、1834年に第2代準男爵サー・ロバート・ピールから王室家政長官への就任を打診されたときは独立性を維持したいとの理由で辞退した。1841年に第2次ピール内閣が成立した後はピールと初代ウェリントン公爵アーサー・ウェルズリーがアイルランドのプロテスタント層の要求に応える必要性が低減したと判断したため、ローデン伯爵の影響力は薄れた。
1858年7月26日、アイルランド枢密院の枢密顧問官に任命された。

### プロテスタントとしての活動
敬虔なプロテスタントであり、アイルランド人聖書協会（Hibernian Bible Society）、日曜学校協会（Sunday School Society）、福音同盟、プロテスタント孤児協会（Protestant Orphan Society）などの宗教団体を支持した。自領のダウン県トリーモア・パークでは自ら礼拝を行い、日曜学校で教育活動を行った。
大陸ヨーロッパにおけるプロテスタントの状況についても留意し、1844年にサルデーニャ王国を、1852年にフィレンツェを訪れ、後者ではプロテスタント式礼拝を行ったかどでトスカーナ大公国政府に投獄された夫婦の釈放に奔走した。
1831年にオレンジ結社に加入、そこで活躍して1837年11月にグランドマスターに選出され、アイルランド国教会の廃止に反対した。しかし、1849年7月12日にドリーズ・ブレイ事件が起きた。ドリーズ・ブレイはダウン県キャッスルウェラン近くの場所であり、ドリーズ・ブレイ事件ではオレンジ結社の成員がカトリック信者との間で乱闘騒ぎを起こして数人が死亡する結果になった。事件に関する査問委員会ではローデン伯爵のドリーズ・ブレイ事件における行動が不公正であると非難されたため、ローデン伯爵は責任を取らされる形でラウス首席治安判事から更迭され、治安判事からも解任された。ドリーズ・ブレイ事件以降、ローデン伯爵は政治への関与を減らしたが、老齢（1849年時点で61歳）だったためともされる。

### 晩年
晩年に保養のためにエディンバラに向かった後、1870年3月20日に同地で死去、ダウン県ブライアンズフォードで埋葬された。息子に先立たれたため孫ロバートが爵位を継承した。

## 著作
- Observations on Lord Alvanley’s Pamphlet（1841年）[8]
- Progress of the Reformation in Ireland（1851年）[8]

## 人物・評価
身長は6フィートをはるかに超える。議会ではあまり演説しなかったが、その演説は身なりとブーンと鳴る声で印象に残るものだったという。爵位継承時点でラウス県に4,000エーカー以上の、ダウン県に9,000エーカー近くの土地を所有し、地主としては慈悲深いと評価された。
「忠実なプロテスタント」（staunch Protestant）であり、カトリック解放には常に反対したが、その政治観、宗教観は『タイムズ』の訃報（1870年3月22日付）で「やや偏狭で時代遅れ」（somewhat narrow and antiquated）と評された。

## 家族
1813年1月9日、マリア・フランシス・キャサリン・ステイプルトン（Maria Frances Catherine Stapleton、1794年9月22日 – 1861年2月25日、第15代ル・ディスペンサー男爵トマス・ステイプルトンの娘）と結婚、4男4女をもうけた。
- エリザベス・フランシス・シャーロット（1813年12月13日 – 1884年9月2日） - 1836年1月20日、第6代ポーズコート子爵リチャード・ウィンフィールドと結婚、子供あり。1846年5月2日、第4代ロンドンデリー侯爵フレデリック・ステュアートと再婚[12]
- フランシス（英語版）（1814年11月20日 – 1885年5月12日） - 1833年7月25日、初代ゲインズバラ伯爵チャールズ・ノエル（英語版）と結婚、子供あり[13]
- ロバート（英語版）（1816年2月20日 – 1854年8月12日） - アヘン戦争に参加した。1841年4月27日、フランシス・エリザベス・クーパー（英語版）（1820年2月9日 – 1880年3月26日、第5代クーパー伯爵ピーター・クーパーの娘）と結婚、子供あり。第4代ローデン伯爵ロバート・ジョスリンの父[1]
- トマス（1818年4月10日 – 1820年5月14日[1]）
- エマ（1820年） - 夭折[11]
- ジョン・ストレンジ（英語版）（1823年6月4日 – 1897年7月3日） - 第5代ローデン伯爵[1]
- マリア（1824年9月29日 – 1894年3月17日） - 1848年7月4日、チャールズ・ロバート・ウェルド＝フォレスター（Charles Robert Weld-Forester、1852年9月16日没、初代フォレスター男爵セシル・ウェルド＝フォレスターの息子）と結婚[11]
- ウィリアム・ナッソー（1832年10月23日 – 1892年11月9日） - 1866年10月11日、セシリア・メアリー・エリオット（Cecilia Mary Elliot、1894年1月1日没、サー・ジョージ・エリオット（英語版）の娘）と結婚[11]

1862年8月16日にクレメンティナ・ジャネット・ライリー（Clementina Janet Reilly、1903年7月9日没、トマス・アンドルーズの娘）と再婚した。